# Джо Карнаган
Джозеф Аарон «Джо» Карнаган (англ. Joseph Aaron "Joe" Carnahan, народ. 3 травня 1969) — американський незалежний кінорежисер, кінопродюсер, сценарист і актор. Відомий своїми фільмами «Кров, нахабність, кулі і бензин», «Наркобарон», «Козирні тузи» і «Команда А». Є братом сценариста Меттью Карнагана.

## Юність
Джо Карнаган народився в Делавері, виріс у Детройті, штат Мічиган і Ферфілді, штат Каліфорнія. У середині 1990-их років працював у рекламному відділі телеканалу KMAX-TV в Сакраменто, займався виробництвом короткометражних фільмів, таких як «Wired to Blow», «Gunpoint», а також «For Sale By Owner».

## Кар'єра в кіно
У 1998 році Карнаган отримав шанування і кілька визнань критиків за фільм «Кров, нахабність, кулі і бензин», прем'єра якого відбулася у вересні 1997 року на «New York's Independent Feature Film Market», а потім у 1998 році на кінофестивалі «Санденс».
У 2002 році він випустив фільм-трилер «Наркобарон» з Реєм Ліоттом і Джейсоном Патріком в головних ролях, зйомки якого проводилися в Детройті. Карнаган був призначений продюсером фільму «Місія нездійсненна 3», виробництва Тома Круза і Пола Вагнера (який також був виконавчим продюсером фільму «Наркобарон»), проте згодом він залишив виробництво через розбіжності у поглядах на характер фільму. У жовтні 2005 року було оголошено, що Карнаган буде знімати фільм, заснований на житті засудженого торговця наркотиками Вілла Райта, але проект був покинутий.
Його наступний фільм, «Козирні тузи», був зроблений у 2006 році і випущений в січні 2007 року. Він також є співавтором сценарію фільму «Гордість і слава», який був випущений у 2008 році з відставанням від графіка майже на рік.
Карнаган також взяв участь у виробництві адаптації роману Джеймса Еллроя «Білий джаз» з Джорджем Клуні у головній ролі, але пізніше Клуні відмовився від участі у виробництві фільму. У 2010 році Карнаган і його найкращий друг Браян Блум були найняті компанією Fox для реконструкції їх довго дозріваючого проекту «Команда А», заснованого на хітовому однойменному телесеріалі 80-их років. Він також планує зняти трилер «The Grey» з Бредлі Купером і Ліамом Нісоном в головних ролях. Фільм буде адаптацією коміксу Гарта Енніса «Проповідник».

## Особисте життя
Джо Карнаган одружений з Лізою Карнаган. У нього двоє дітей від попереднього шлюбу з Крісті Лейс (уроджена Кордеро).

## Фільмографія

### Фільми
| Рік  | Назва                           | Режисер | Сценарист | Продюсер   | Актор     | Примітка         |
| ---- | ------------------------------- | ------- | --------- | ---------- | --------- | ---------------- |
| 1998 | Кров, нахабність, кулі і бензин | Так     | Так       | Так        | Сід Френч | також монтажер   |
| 2002 | Зворотний відлік                | Так     | Так       | Ні         | Ні        | короткометражний |
| 2002 | Наркобарон                      | Так     | Так       | Ні         | Ні        |                  |
| 2006 | Козирні тузи                    | Так     | Так       | Ні         | Ні        |                  |
| 2008 | Гордість і слава                | Ні      | Так       | Ні         | Ні        |                  |
| 2010 | Команда А                       | Так     | Так       | Ні         | Оператор  |                  |
| 2010 | Козирні тузи 2                  | Ні      | Історія   | Виконавчий | Ні        |                  |
| 2011 | Сірий                           | Так     | Так       | Так        | Ні        |                  |
| 2014 | Драйвер на ніч                  | Так     | Так       | Так        | Ні        |                  |
| 2018 | Жага смерті                     | Ні      | Так       | Ні         | Ні        |                  |
| 2018 | Ель Чикано                      | Ні      | Так       | Ні         | Федерал   |                  |
| 2020 | Погані хлопці назавжди          | Ні      | Так       | Ні         | Ні        |                  |
| 2020 | Boss Level                      | Так     | Так       | Так        | камео     |                  |
| 2021 | Хороший, поганий, коп           | Так     | Так       | Так        | Ні        |                  |
| 2025 | Тіньовий загін                  | Так     | Так       | Ні         | камео     |                  |
| 2026 | The RIP                         | Так     | Так       | Ні         | Ні        |                  |

Продюсер
- Четвертий вид (2009)
- Водила[en] (2017)
- В упор[en] (2019)

### Телебачення
| Рік         | Назва         | Режисер | Сценарист | Виконавчий продюсер | Епізод(и) |
| ----------- | ------------- | ------- | --------- | ------------------- | --- |
| 2013 — 2014 | Чорний список | Так     | Так       | 17 епізодів         | 4 Режисер: S1-E1: «Pilot», S1-E9: «Anslo Garrick (No. 16)», S2-E9: «Luther Braxton (No. 21)» Сценарист: S1-E9: «Anslo Garrick (No. 16)», S1-E16: «Mako Tanida (No. 83)» |
| 2014 — 2015 | Стан справ    | Так     | Так       | 7 епізодів          | 4 Режисер: S1-E1: «Pilot», S1-E2: «Secrets & Lies», S1-E6: «Masquerade», S1-E13: «Deadcheck» Сценарист: S1-E1: «Pilot», S1-E13: «Deadcheck»                             |